# Telenor Arena
Telenor Arena je višenamjenski zatvoreni stadion u Bærumu, u Norveškoj. Koristi se najčešće za nogomet. Gradio se od 2007., da bi bio otvoren 2009. No, već u lipnju 2008., telekomunikacijska tvrtka Telenor je kupila pravo da se stadion nazove po njenom imenu, i da to ime nosi do 2018.
Na ovom je stadionu održana Pjesma Eurovizije 2010.

## Vanjske poveznice
- Službene stranice